# リッジ・ホランド
リッジ・ホランド (Ridge Holland、1988年5月29日-)は、WWEに所属するプロレスラー。

## 来歴

### ラグビーリーグ
メンジーズは、2007年9月、ハル・キングストン・ローヴァーズと契約を結び、2008年にスーパーリーグに1度出場した。2015年にヨークシティ・ナイツへ、移籍した。

## プロレス

### NXT
2016年11月、メンジーズは、WWEのトライアウトに参加した。それから、2018年5月、独立プロレス団体で2年間過ごしたあと、WWEと契約を交わしたことが発表された。2018年8月29日NXTでメンジーズは、キース・リーと対戦したが敗北した。その後、メンジーズは、オリバー・カーターを破った。そしてリングネームをリッジ・ホランド(Ridge Holland)へと変更した。2020年10月7日、ホランドは、ダニー・バーチとの試合で勝利した。その後、ホランドは、ダニー・バーチとオニー・ローカンと口論になった。ローカンがクロスボディで捕まえた。これにより、左足と膝蓋骨の足首の脱臼と骨折をした。怪我のため9ヶ月間の間欠席した。10月12日ホランドは、カイル・オライリーとフォン・ワグナーとの試合に破れた。

### WWE
2021年のWWEドラフトで、ホランドは、スマックダウンにドラフトに選ばれた。11月19日ホランドは、シェイマスとチームを組んでリコシェとセザーロとの試合で勝利したが、ホランドは、鼻を骨折。1月29日ホランドは、ロイヤルランブルに5番手として登場した。だが、AJスタイルズに排除された。3月11日のスマックダウンでは、シェイマスとホランドがチームを組むことを発表し、インタビュー中には、ブッチもチームに加入した。シェイマスは、チーム名を[[ザ・ブローリング・ブルータス]]として活動することになる。インタビュー後、シェイマスとホランドは、ニュー・デイ（コフィ・キングストン & ビッグE）と対戦し、勝利を収める。この試合で、ホランドのオーバー・ヘッド・ベリー・トゥ・ベリー・スープレックスにより、ビッグEが首を骨折した。4月3日のレッスルマニア38第2夜の第5試合目では、シェイマスとホランドは、ニュー・デイ（コフィ・キングストン & エグゼビア・ウッズ)に勝利。その後は、インペリアム（グンター & ルートヴィッヒ・カイザー & ジョヴァンニ・ヴィンチ）と抗争する。エクストリーム・ルールス2022で、ブローリング・ブルータスはインペリアムに勝利。そして、11月4日のクラウン・ジュエル2022ではWWE・ロウ・タッグチーム王座 & WWE・スマックダウン・タッグチーム王座のウーソズと対戦するも王座獲得には至らなかった。11月26日のサバイバー・シリーズ・ウォーゲームズでは、ドリュー・マッキンタイア、ケビン・オーエンズとチームを組んで、ブラッドライン（ロマン・レインズ & ジェイ・ウーソ & ジミー・ウーソ & ソロ・シコア & サミ・ゼイン）と対戦したが敗北。2023年8月19日のスマックダウンでエッジとの試合に敗れたシェイマスは肩を負傷し長期離脱となる。そして、ブッチとホランドは対立しそれぞれの道を進み始める。

### NXTに戻る
12月19日のNXTでNXT王座イリヤ･ドラグノフは「俺がトリック・ウィリアムズとカーメロ・ヘイズの問題に関係していない」と主張。「でも今年はアメリカに移住しNXT王者にもなった。そすて来年は」と言い掛けたところで、ホランドが現れる。ホランドは「自分を証明する為にNXTに戻ってきた。だが直ぐにNXT王座に挑戦しようとは思わない、チャンスを得る為に誰とでも試合をする」と言う。するとドラグノフは「自分を証明したいなら今夜相手してやる」と言う。この後トリックがドラグノフに文句を言うが、「物事を決めるのは王者だ。俺は負けない」と言い返す。同日のNXTでドラグノフとホランドの試合が行われたが、ホランドがドラグノフを持ち上げるがドラグノフが必死の抵抗、ホランドはドラグノフを頭から落としたが、ドラグノフは動かない。リングドクターが来てチェックする、苦しんでいるドラグノフはネックブレースを装着して担架で運ばれる。2024年1月16日のNXTでは、ジョー・コフィーと対戦し、勝利を収める。1月30日、ホランドはエイバにギャラスとの1対3ハンデキャップマッチを要求するが、レクシス･キングが現れ、「エイバと話があるからその件は後にしてくれ」と言う。そして同日のNXTでレクシス・キングと対戦したが敗北した。2月13日のハンディキャップマッチでは、ジョー・コフィー、マーク・コフィー、ウォルフガングにお触れるがホランドはパイプイスで反撃。3月12日、ショーン・スピアーズと対戦するも敗北。3月26日のNXTにて、無期限休養をとるとを発表。

## 得意技

### フィニッシュホールド
ノーザン・グリット
相手をボディスラムの形で担ぎ上げ、そのままシットダウンと同時に左サイドに相手の後頭部から垂直落下でマットに突き刺す「変形ノーザンライト・ボム」。NXT UKに所属時代からのホランドのメイン・フィニッシャー。

### その他得意技
アラバマ・スラム
スパイン・バスター

## 入場曲
- Can't Stop Winning 現在使用中